# Барков, Николай Фёдорович
Никола́й Фёдорович Барко́в (1 [14] марта 1913 года — 10 сентября 1951 года) — советский офицер, участник двух войн, Герой Советского Союза (31.05.1945). В годы Великой Отечественной войны — командир огневого взвода артиллерийской батареи 1050-го стрелкового полка 301-й стрелковой дивизии 9-го стрелкового корпуса 5-й ударной армии 1-го Белорусского фронта, старший лейтенант.

## Биография
Родился 1 (14) марта 1913 года в селе Куськино ныне Мантуровского района Курской области в крестьянской семье. Русский. Окончил неполную среднюю школу.
В Красной армии в 1935—1938 годах и с 1939 года. В том же году стал офицером, окончив курсы младших лейтенантов. Участник советско-финской войны 1939—1940 годов. Участник Великой Отечественной войны с 1941 года.
Командир огневого взвода артиллерийской батареи 1050-го стрелкового полка (301-я стрелковая дивизия, 9-й стрелковый корпус, 5-я ударная армия, 1-й Белорусский фронт) старший лейтенант Николай Барков 2 февраля 1945 года при форсировании реки Одер у села Целлин (ныне — Челин), расположенный северо-западнее польского города Костшин-над-Одрой, со своими бойцами-артиллеристами одним из первых достиг левого берега. Не давая противнику опомниться, огневой взвод огневой батареи старшего лейтенанта Баркова залпом уничтожил два пулемёта и одно орудие немцев.
3 февраля 1945 года в бою за удержание плацдарма, огневой взвод артиллерийской батареи под командованием Николая Баркова отразил шесть контратак, подбив четыре танка.
Несмотря на ранение, старший лейтенант Н. Ф. Барков заменил выбывшего из строя наводчика орудия и лично поджёг два танка.
Указом Президиума Верховного Совета СССР от 31 мая 1945 года за образцовое выполнение боевых заданий командования на фронте борьбы с немецкими захватчиками и проявленные при этом мужество и геройство старший лейтенанту Баркову Николаю Фёдоровичу присвоено звание Героя Советского Союза с вручением ордена Ленина и медали «Золотая Звезда» (№ 7420).
После войны Н. Ф. Барков — в запасе. Жил и работал в городе Жданове (с 1989 года — город Мариуполь) Сталинской, ныне Донецкой области. Скончался 10 сентября 1951 года.

## Награды
- Медаль «Золотая Звезда» Героя Советского Союза (№ 7420)
- Орден Ленина
- Орден Красного Знамени
- Орден Красной Звезды
- Медали, в том числе:
  - Медаль «За победу над Германией в Великой Отечественной войне 1941—1945 гг.»